# French Kiss (Lil Louis)
"French Kiss" is een nummer van de Amerikaanse producer Lil Louis. Het verscheen op zijn debuutalbum From the Mind of Lil Louis uit 1989. Op 17 juli van dat jaar werd het uitgebracht als zijn eerste single.

## Achtergrond
"French Kiss" is geschreven door Lil Louis (onder zijn echte naam Marvin Burns) en Karlana Johnson en geproduceerd door Lil Louis. Het is een grotendeels instrumentaal nummer en is gebaseerd rond de toon F. Halverwege vertraagt de beat en zijn vrouwelijke kreunen te horen, voordat de beat weer versnelt, iets dat in de dancemuziek tot dan toe weinig voorkwam. Op latere remixen is meer zang te horen; op de Amerikaanse versie werden deze teksten ingezongen door Shawn Christopher, terwijl op de Europese versie de zangeres enkel als "Pasquale" werd aangeduid.
"French Kiss" werd een wereldwijde hit. Hoewel het in de Amerikaanse Billboard Hot 100 niet verder kwam dan de vijftigste positie, werd in de Britse UK Singles Chart de tweede plaats bereikt, hoewel het door de BBC in de ban werd gedaan. Verder kwam het in onder meer Duitsland, Finland, Frankrijk, Griekenland, Ierland, IJsland, Oostenrijk, Spanje en Zwitserland in de top 10 terecht. In Nederland werd het een nummer 1-hit in zowel de Top 40 als de Nationale Hitparade Top 100, terwijl in Vlaanderen de derde positie in een voorloper van de Ultratop 50 werd gehaald.
"French Kiss" is gesampled in remixen van onder meer Carl Cox, Lil' Kim, Kylie Minogue, Robyn en Josh Wink. Daarnaast werd het door Armand Van Helden en Pete Tong genoemd als een van de nummers waardoor zij de trancemuziek leerden kennen. Door diverse tijdschriften werd het uitgeroepen tot een van de beste dancenummers ooit gemaakt.

## Hitnoteringen

### Nederlandse Top 40
| Hitnotering: 26-08-1989 t/m 28-10-1989 | Hitnotering: 26-08-1989 t/m 28-10-1989 | Hitnotering: 26-08-1989 t/m 28-10-1989 | Hitnotering: 26-08-1989 t/m 28-10-1989 | Hitnotering: 26-08-1989 t/m 28-10-1989 | Hitnotering: 26-08-1989 t/m 28-10-1989 | Hitnotering: 26-08-1989 t/m 28-10-1989 | Hitnotering: 26-08-1989 t/m 28-10-1989 | Hitnotering: 26-08-1989 t/m 28-10-1989 | Hitnotering: 26-08-1989 t/m 28-10-1989 | Hitnotering: 26-08-1989 t/m 28-10-1989 | Hitnotering: 26-08-1989 t/m 28-10-1989 |
| Week                                   | 1                                      | 2                                      | 3                                      | 4                                      | 5                                      | 6                                      | 7                                      | 8                                      | 9                                      | 10                                     |                                        |
| -------------------------------------- | -------------------------------------- | -------------------------------------- | -------------------------------------- | -------------------------------------- | -------------------------------------- | -------------------------------------- | -------------------------------------- | -------------------------------------- | -------------------------------------- | -------------------------------------- | -------------------------------------- |
| Nummer                                 | 20                                     | 7                                      | 2                                      | 1                                      | 1                                      | 3                                      | 6                                      | 17                                     | 33                                     | 40                                     | uit                                    |

### Nationale Hitparade Top 100
| Hitnotering: 19-08-1989 t/m 18-11-1989 | Hitnotering: 19-08-1989 t/m 18-11-1989 | Hitnotering: 19-08-1989 t/m 18-11-1989 | Hitnotering: 19-08-1989 t/m 18-11-1989 | Hitnotering: 19-08-1989 t/m 18-11-1989 | Hitnotering: 19-08-1989 t/m 18-11-1989 | Hitnotering: 19-08-1989 t/m 18-11-1989 | Hitnotering: 19-08-1989 t/m 18-11-1989 | Hitnotering: 19-08-1989 t/m 18-11-1989 | Hitnotering: 19-08-1989 t/m 18-11-1989 | Hitnotering: 19-08-1989 t/m 18-11-1989 | Hitnotering: 19-08-1989 t/m 18-11-1989 | Hitnotering: 19-08-1989 t/m 18-11-1989 | Hitnotering: 19-08-1989 t/m 18-11-1989 | Hitnotering: 19-08-1989 t/m 18-11-1989 | Hitnotering: 19-08-1989 t/m 18-11-1989 |
| Week                                   | 1                                      | 2                                      | 3                                      | 4                                      | 5                                      | 6                                      | 7                                      | 8                                      | 9                                      | 10                                     | 11                                     | 12                                     | 13                                     | 14                                     |                                        |
| -------------------------------------- | -------------------------------------- | -------------------------------------- | -------------------------------------- | -------------------------------------- | -------------------------------------- | -------------------------------------- | -------------------------------------- | -------------------------------------- | -------------------------------------- | -------------------------------------- | -------------------------------------- | -------------------------------------- | -------------------------------------- | -------------------------------------- | -------------------------------------- |
| Nummer                                 | 78                                     | 21                                     | 8                                      | 4                                      | 1                                      | 1                                      | 3                                      | 4                                      | 12                                     | 23                                     | 37                                     | 47                                     | 64                                     | 88                                     | uit                                    |